# Пошкус, Александр Адамович
Александр Адамович Пошкус (20.05.1901 — 13.01.1962) — советский военный деятель, генерал-майор танковых войск (Постановление СНК СССР № 274 от 11.03.1944).

## Начальная биография
Родился 20 мая 1901 года в Риге Лифляндской губернии (ныне столица Латвийской республики) в семье рабочих. Латыш. Член ВКП(б) с 1920 г. (п/б № 1012421).
Окончил 4-классное начальное училище (1914). Работал слесарем.
Окончил 3-классную приходскую школу, 2 класса Нижегородской гимназии (1919). Образование. Окончил Высшую артиллерийскую школу комсостава (1922), Военная академия механизации и моторизации РККА (1937).
Служба в армии. В Красной армии, добровольно с 26 июля 1918 года.
Участие в войнах, военных конфликтах. Гражданская война (Южный фронт против Врангеля и Махно 1920—1921). Великая Отечественная война (с июня 1942 года по февраль 1943 года).

## Военная служба
С 26 июля 1918 года гвардеец революционной охраны Выборгского района Петрограда.
С 28 декабря 1919 года курсант 1-х Петроградских артиллерийских командных курсов. С января 1921 года курсант 7-х Севастопольских артиллерийских командных курсов.
С 1 мая 1921 года адъютант дивизиона, с 11 мая 1921 года командир взвода 7-х Севастопольских артиллерийских командных курсов.
С 4 мая 1922 года слушатель Высшей артиллерийской школы комсостава.
С 28 сентября 1922 года командир взвода 7-х Севастопольских артиллерийских командных курсов.
С 25 января 1925 года командир взвода, 1 октября 1926 года помощник командира батареи, с 1 октября 1926 года командир батареи 4-й Киевской артиллерийской школы комсостава. С 30 апреля 1931 года командир учебного дивизиона 7-го корпусного артиллерийского полка.
С 1 февраля 1933 по 7 июня 1937 года слушатель командного факультета Военной академии механизиции и моторизации РККА им. И. В. Сталина. Выпуск Приказ НКО СССР № 2406 от 07.06.1937 года.
Приказом НКО № 2635 от 26.06.1937 года назначен на должность помощника начальника Саратовского БТУ по учебно-строевой части. С августа 1937 по март 1938 года врид начальника Саратовского БТУ
Приказом НКО № 01627 от 15.09.1938 года уволен из РККА по ст. 43а. Приказом НКО № 04375 от 06.10.1939 года восстановлен в РККА.
С октября 1939 года младший преподаватель кафедры тактики Военной академии механизации и моторизации РККА. С 18 июня 1941 года преподаватель кафедры службы тыла Военной академии механизации и моторизации РККА им. И. В. Сталина.

### Великая Отечественная война
С 30 июня 1942 года и. о. зам.начальника АБТО 8-й резервной армии. Приказом НКО № 04864 от 16.07.1942 года назначен начальником штаба 28-го танкового корпуса. 18 сентября 1942 г. корпус переформирован в 4-й механизированный. 18 декабря 1942 года корпус преобразован в 3-й гвардейский. 19 августа 1943 года, после ранения командира корпуса гвардии генерал-майора танковых войск В. Т. Обухова, был назначен исполнять должность командира корпуса.
В начале сентября 1943 года отозван с фронта и Приказом НКО № 03523 от 09.09.1943 года назначен начальником кафедры тактики Военной академии БТиМВ.

### После войны
С 28 мая 1946 года начальник штаба 10-й механизированной армии.
С 25 марта 1947 года начальник кафедры тактики Военной академии БТ и МВ.
Приказом ВМ СССР № 01619 от 23.04.1951 г. прикомандирован в адъюнктуру Военной академии БТ и МВ. Но уже Приказом ВМ СССР № 02104 от 24.05.1951 года приказ № 01619 был отменён.
С 16 мая 1951 года начальник командного факультета Военной академии БТ и МВ.
Приказом МО № 307 от 14.07.1961 года уволен в отставку по ст. 60б. Жил в Москве. Умер 13 января 1962 года. Похоронен в Москва.

## Воинские звания
- Капитан (Приказ НКО № 01371 от 13.01.1936);
- майор (Приказ НКО № 2407 от 07.06.1937);
- подполковник (Приказ НКО № 00343 от 27.06.1941);
- генерал-майор т/в (Постановление СНК СССР № 643 от 07.06.1943)[2]

## Награды
- орден Ленина (21.02.1945)[4][2];
- три ордена Красного Знамени (08.02.1943, 03.11.1944, 15.11.1950)[5][2];
- орден Кутузова II степени (29.05.1944)[2];
- медаль «За оборону Москвы» (01.05.1944)[6][2];
- медаль «За оборону Сталинграда» (22.12.1942)[7][2];
- медаль «За победу над Германией в Великой Отечественной войне 1941—1945 гг.» (09.05.1945);
- медаль «XX лет РККА» (1938);
- юбилейная медаль «30 лет Советской Армии и Флота» (1948)[2];
- медаль «В память 800-летия Москвы» (1947)

## Память
- На могиле установлен надгробный памятник
- Его имя увековечено в Главном Храме Вооружённых сил России, и навсегда запечатлено на мемориале «Дорога памяти» Архивная копия от 9 сентября 2021 на Wayback Machine[2]